# Sulcommata ruficollis
Sulcommata ruficollis är en skalbaggsart som beskrevs av Tavakilian och Peñaherrera 2003. Sulcommata ruficollis ingår i släktet Sulcommata och familjen långhorningar. Inga underarter finns listade i Catalogue of Life.